# Wera Michailowna Jermolajewa

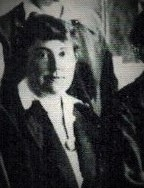
Wera Jermolajewa (1919)

Wera Michailowna Jermolajewa (russisch Вера Михайловна Ермолаева, wiss. Transliteration Vera Michajlovna Ermolaeva; * 2. November 1893 in Petrowsk, Gouvernement Saratow, Russisches Kaiserreich; † 26. September 1937 in einem Lager in der Nähe von Karaganda, Kasachische SSR, Sowjetunion) war eine russische Malerin und Buchillustratorin, die zur Russischen Avantgarde gezählt wird.

## Leben und Werk
Jermolajewa war von Kindheit an an den Beinen gelähmt und bedurfte zeit ihres Lebens Gehhilfen.
Ihre künstlerische Ausbildung erhielt sie von 1911 bis 1914 an einer privaten Kunstschule in Petersburg. 1918 rief sie die Künstlergruppe „Heute“ (russisch Сегодня / Sewodnja, wiss. Transliteration Segodnja) ins Leben, die handgearbeitete Bücher mit handkolorierten Linolschnitten im Stil der russischen Lubki herausgab. Zur Künstlergenossenschaft gehörten auch Natan I. Altman, Juri P. Annenkow, Nikolai F. Lapschin, Nadežda Ljubawina, E. Turowna und Schriftsteller wie Alexei M. Remisow.  Sie arbeitete danach an der 1918 von Marc Chagall gegründeten „Kunstschule des Volkes“ von Wizebsk und lud, gemeinsam mit El Lissitzky, Kasimir Malewitsch ein, dort gleichfalls als Lehrer tätig zu sein. Von Malewitschs Suprematismus war sie wesentlich beeinflusst und trug insbesondere ab 1920, als sie Direktorin der Kunstschule wurde, dazu bei, dass der Suprematismus in der Angewandten Kunst verwendet wurde. Sie war Mitglied der am 17. Januar 1920 in Wizebsk gegründeten Künstlergruppe UNOWIS. Die Erste Russische Kunstausstellung Berlin 1922 zeigte ihre Dekoration (zwei Figuren) zur Oper Sieg über die Sonne.
1922 kehrte sie gemeinsam mit Malewitsch nach Petersburg zurück. Malewitsch war an das „Staatliche Institut für künstlerische Kultur (GINChUK)“ berufen worden; Wera Jermolajewa war dort bis 1926 als Leiterin des Farblaboratoriums tätig. In dieser Zeit wandte sie sich wieder der figurativen Malerei zu. Ab 1927 entwickelte sie vor allem Kinderbücher und Zeitschriften für Kinder, vorwiegend für den Staatsverlag „Gosizdat“ mit dem Leiter der Redaktion für Kinderbuchillustration Wladimir W. Lebedew, dazu schuf sie Illustrationen zu Gedichtbänden von Daniil Charms, Alexander I. Wwedenski und anderen.
Wera Jermolajewa wurde im Zuge der Stalinschen Säuberungen 1934 verhaftet, zu fünf Jahren Lagerhaft verurteilt und in ein Lager in der Nähe von Karaganda gebracht. Dort starb sie im Jahre 1937.

## Sammlungen
- Museum of Modern Art, New York, Künstler-Nr. 1749
- Russisches Museum, Sankt Petersburg